# Amblyglyphidodon aureus
Amblyglyphidodon aureus là một loài cá biển thuộc chi Amblyglyphidodon trong họ Cá thia. Loài này được mô tả lần đầu tiên vào năm 1830.

## Từ nguyên
Tính từ định danh của loài trong tiếng Latinh có nghĩa là "có màu vàng kim", hàm ý đề cập đến màu vàng tươi trên cơ thể của chúng.

## Phạm vi phân bố và môi trường sống
Từ biển Andaman, phạm vi của A. aureus trải dài đến quần đảo Cocos (Keeling), đảo Giáng Sinh và vùng biển các nước Đông Nam Á; mở rộng đến hầu hết các đảo quốc, quần đảo thuộc châu Đại Dương ở phía đông, xa nhất là đến Tonga, ngược lên phía bắc đến quần đảo Ryukyu (Nhật Bản), giới hạn phía nam đến rạn san hô Great Barrier, cũng như các rạn san hô vòng ngoài khơi Tây Úc.
Quần thể được cho là A. aureus ở vịnh Cenderawasih (Tây Papua, Indonesia) có thể là một loài riêng biệt dựa trên các bằng chứng di truyền.
A. aureus sống gần những rạn san hô ngoài khơi và trong các đầm phá ở độ sâu đến ít nhất là 45 m, thường thấy nhất ở những khu vực có nhiều san hô mềm của chi Gorgonia, nơi chúng làm tổ và đẻ trứng.

## Mô tả

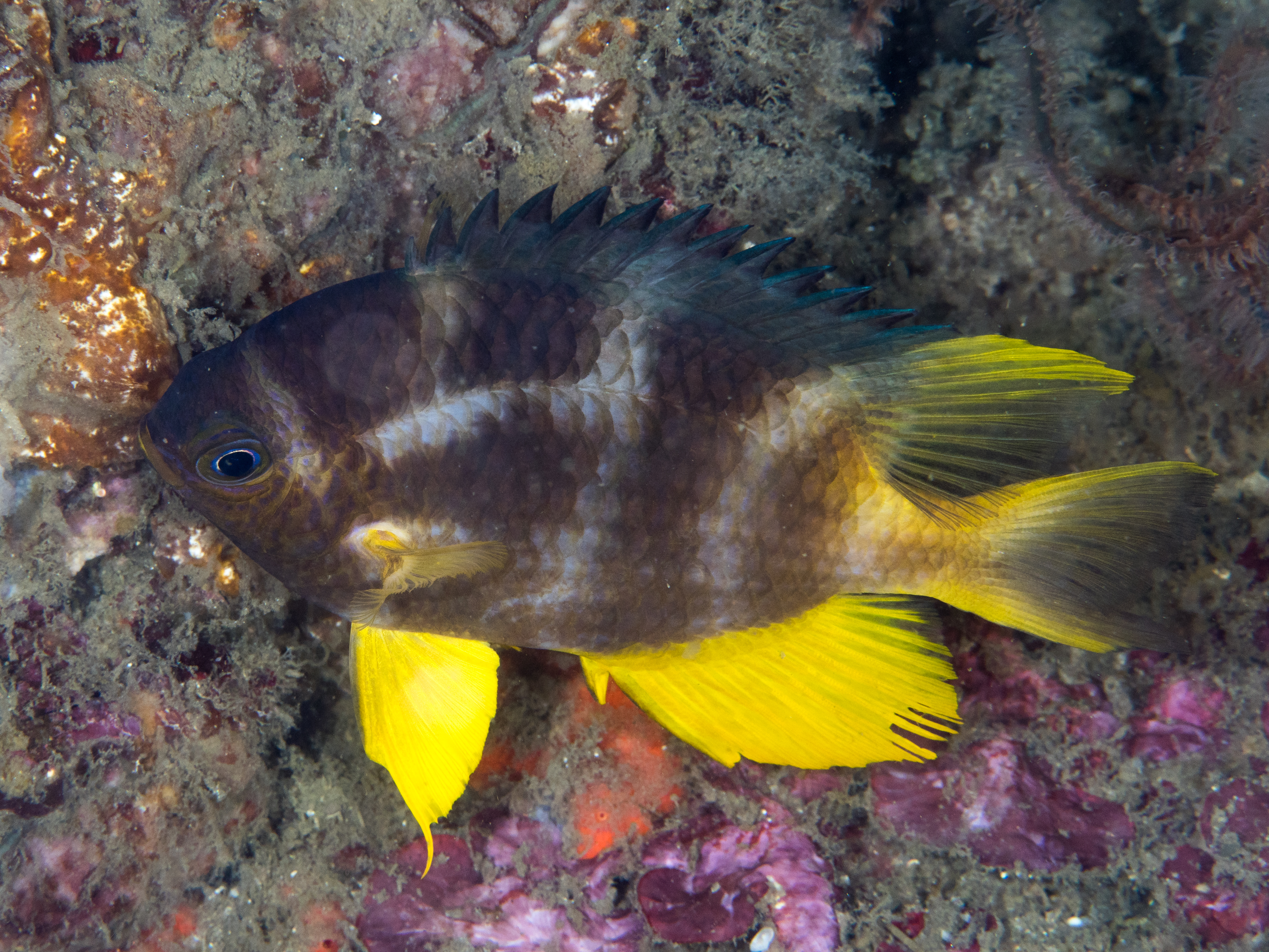
A. aureus đổi màu vào ban đêm

A. aureus có chiều dài cơ thể tối đa được biết đến là 13 cm. Cơ thể của A. aureus có màu vàng tươi (đôi khi nhạt màu hơn ở bụng) với một vòng màu xanh lam bao quanh mắt. Đầu có thể lốm đốm các vệt màu xanh lam tím. A. aureus có thể chuyển đổi màu sắc cơ thể trở nên sẫm hơn vào ban đêm để hòa lẫn vào môi trường xung quanh.
Ở một vài khu vực, như đảo Giáng Sinh, Raja Ampat hay đảo Bali, một biến thể kiểu màu cũng được quan sát ở loài này là màu tím xám nhưng các vây vẫn có màu vàng, trừ quần thể ở Raja Ampat có vây lưng vàng nhạt hoặc gần như trong suốt.
Biến thể màu tím xám khá giống với loài chị em của nó, Amblyglyphidodon flavopurpureus, nhưng A. flavopurpureus không có màu vàng tươi ở vây bụng và vây hậu môn.
Số gai ở vây lưng: 13; Số tia vây ở vây lưng: 12–16; Số gai ở vây hậu môn: 2; Số tia vây ở vây hậu môn: 14–15; Số tia vây ở vây ngực: 16–18; Số vảy đường bên: 16–17; Số lược mang: 25–29.

## Sinh thái học
Thức ăn của A. aureus chủ yếu là các loài động vật phù du. Cá con hợp thành từng nhóm nhỏ, thường sống gần các rạn san hô đen và Gorgonia. Trứng của A. aureus có độ dính và bám trên các nhánh san hô chết, được cá bố và cá mẹ bảo vệ và chăm sóc.
Loài này thi thoảng được đánh bắt trong ngành buôn bán cá cảnh.